# Ketil Bjørnstad

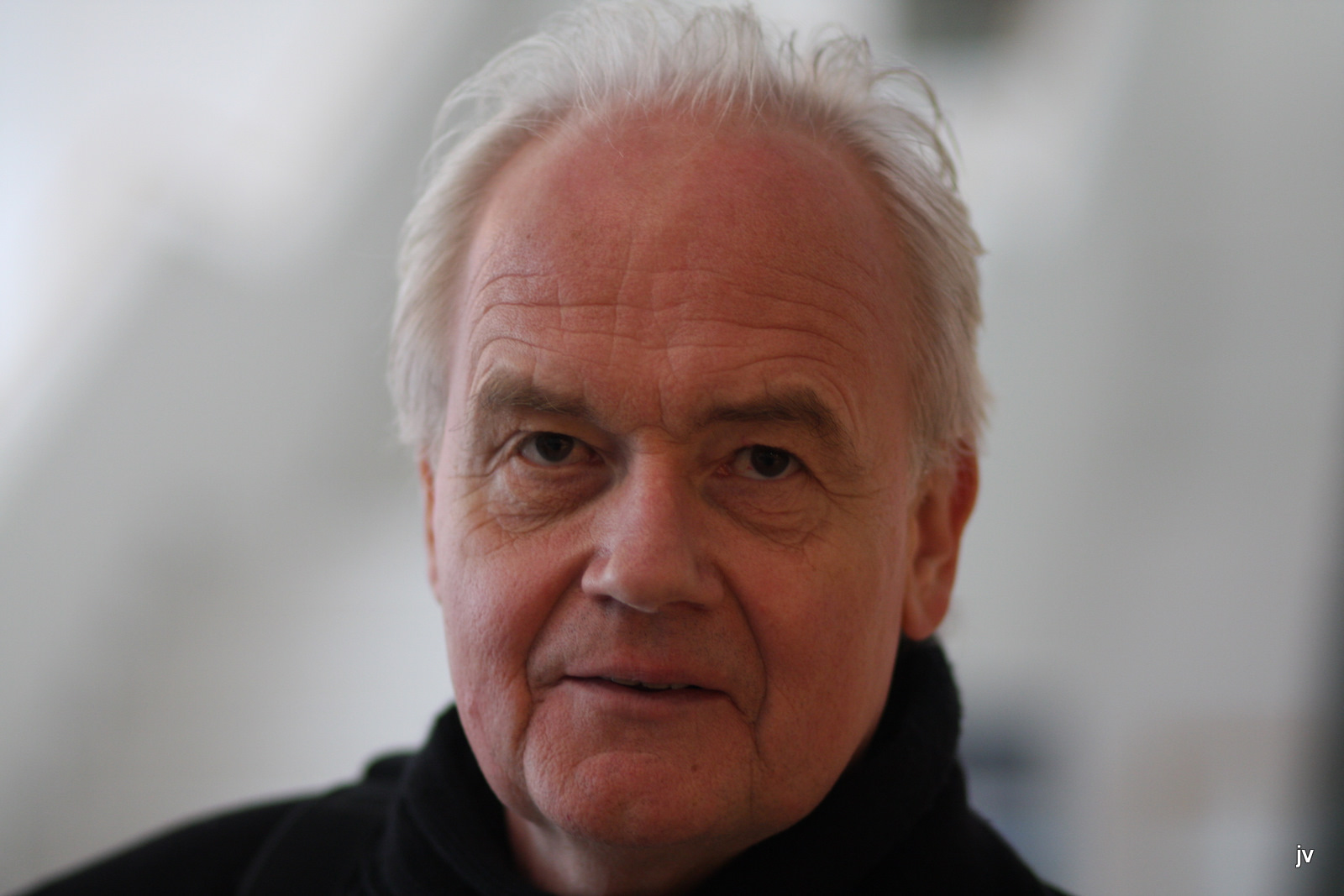
Ketil Bjørnstad (2009)

Ketil Bjørnstad (* 25. April 1952 in Oslo) ist ein norwegischer Pianist, Komponist, Schriftsteller und Lyriker von großer Schaffensbreite. Bjørnstads Gesamtwerk und Auftritte als Musiker erstrecken sich mittlerweile über sechs Jahrzehnte.

## Leben und Werk

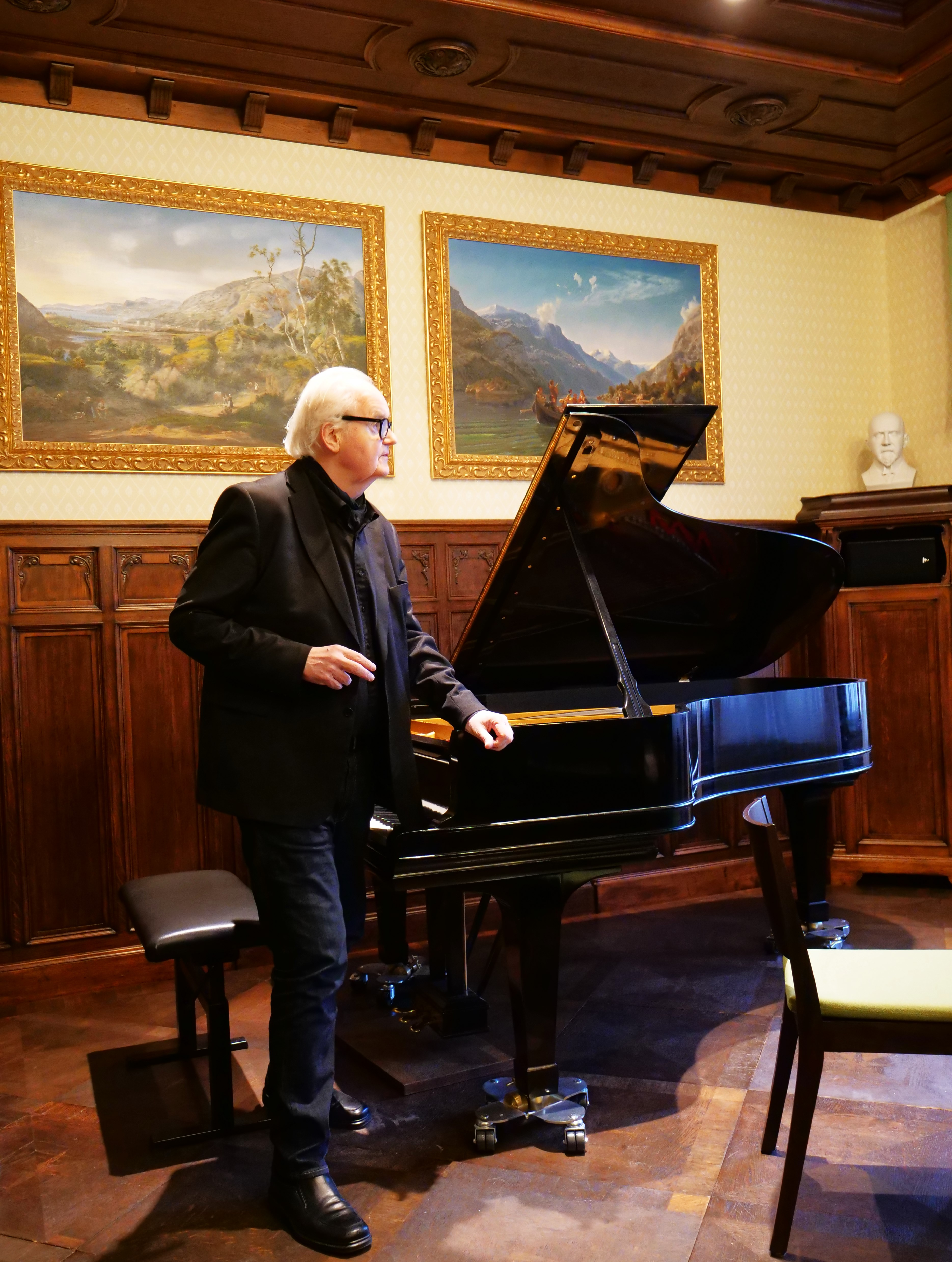
Am Flügel der Grieg-Begegnungsstätte in Leipzig am 27. März 2025

Ketil Bjørnstad absolvierte lediglich sieben Schuljahre an einer Rudolf-Steiner-Schule in Oslo, bevor er sich ganz dem Klavierspiel widmete. Als klassischer Pianist ausgebildet wurde er von Amalie Christie, deren Mann ihn an der Schule unterrichtete. Bereits im Alter von 16 Jahren spielte er mit dem Philharmonischen Orchester Oslo Béla Bartóks 3. Klavierkonzert. Zu Beginn der 1970er Jahre begründete er die Freundschaft mit Ole Paus, der ihn anregte, sich weitere Musikhorizonte im Jazz- und Rockbereich zu erschließen. Sein erstes Album unter eigenem Namen, Åpning, spielte er 1973 mit einem Quartett ein, dem der Gitarrist Jon Eberson, der Bassist Arild Andersen und der Schlagzeuger Jon Christensen angehörten. Bjørnstad hat u. a. oft mit Terje Rypdal (The Sea-Quartett und Duokonzerte) zusammengearbeitet und ist neben weiteren weltweiten Aktivitäten als Musiker mehrfach auf dem Moers Festival aufgetreten. Den Bekanntheitsdurchbruch als Komponist erlebte er aufgrund seiner ausgiebigen Befassung mit Hans Jæger und der Kristiania-Bohème, aus der 1978 das Werk Leve Patagonia hervorging. Im Rahmen des Projekts Norge 2000 erhielt Bjørnstad den Auftrag, das Jahrtausdend-Oratorium Himmelrand zu komponieren, für das er Texte von Stein Mehren verwendete. Seine CD mit dem Titel Floating von 2005 stand an der Spitze der Jazzcharts der Magazine Musikmarkt und Musikwoche.
1972 debütierte Bjørnstad als Schriftsteller mit dem Lyrikband Alene ut. Unter seinen zahlreichen Buchveröffentlichungen sind vor allem Romane, aber auch Lyriksammlungen und Essays. In Deutschland wurde er mit seinen Romanbiografien über Edvard Munch (1995) und Edvard Grieg (1998) bekannt. Für seine Roman-Trilogie um den jungen Pianisten Aksel Vinding erhielt er mehrere Preise. Der erste Band Vindings Spiel (Originaltitel 2004 Til musikken) stand 2006 auf der Belletristik-Bestsellerliste des Magazins Der Spiegel. Der zweite Band erschien 2009 unter dem Titel Der Fluss (Originaltitel 2007: Elven), der dritte Band 2010 unter dem Titel  Die Frau im Tal (Originaltitel 2009: Damen i dalen).

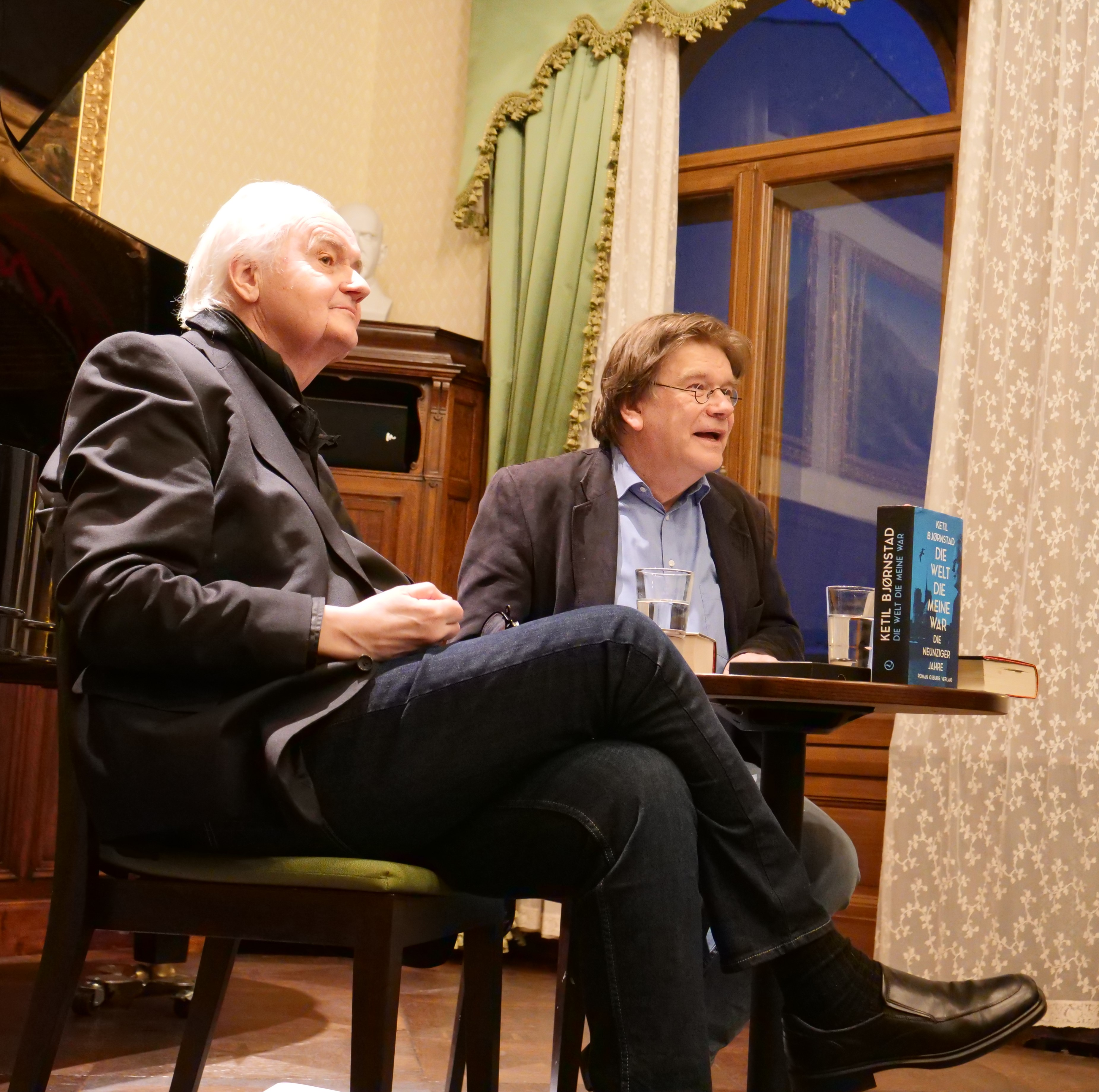
Ketil Bjørnstad und Manfred Kaiper bei der Lesung aus dem 4. Band von „Die Welt, die meine war“

In den Jahren 2015 bis 2020 veröffentlichte Bjørnstad seine sechsbändige Autobiographie Verden som var min (Die Welt, die meine war).
Jeder der sechs Bände entfaltet die Rückschau auf jeweils ein Jahrzehnt und umfasst annähernd 800 Seiten. In die Darstellung eigenen Erlebens integriert sind größere und kleinere Ereignisse der norwegischen und der globalen Zeitgeschichte in Politik, Kultur und Sport sowie Reflexionen auf gesellschaftliche Entwicklungen, stets aus der individuellen Perspektive des weitgereisten Norwegers Björnstad und seines Landes. „Ich dachte an meine eigene Geschichte. Aber ich dachte auch an die Geschehnisse dort draußen in der großen Welt. Alles, was darin passiert ist, hat dazu beigetragen mich zu formen, bis heute.“ Auftakt zu dem die 1960er Jahre behandelnden ersten Band ist als äußeres Geschehen beispielsweise die eindringliche Schilderung von Albert Camus letzten Stunden und seinem Lebensende durch Unfall in einem gerade reparierten teuren und schnellen Wagen. Von den sechs Bänden sind bislang vier auf Deutsch erschienen, betreffend außer den 1960er Jahren (2018 auf Deutsch) die 1970er (2019), die 1980er (2022) und die 1990er Jahre (2024).

## Auszeichnungen
- 1974 Spellemannprisen für das klassische Album Berget Det Blå
- 1978 Sarpsborgprisen
- 1988 Riksmålsforbundets litteraturpris für seinen Roman Nåde (Gnade)
- 1989 Mads Wiel Nygaards legat

## Bibliographie
- Alene ut (Lyrik, 1972)
- Nærmere (Lyrik, 1973)
- Nattsvermere (Roman, 1974)
- Kråker og krigere (Roman, 1975)
- Pavane (Roman, 1976)
- Vinterbyen (Roman, 1977)

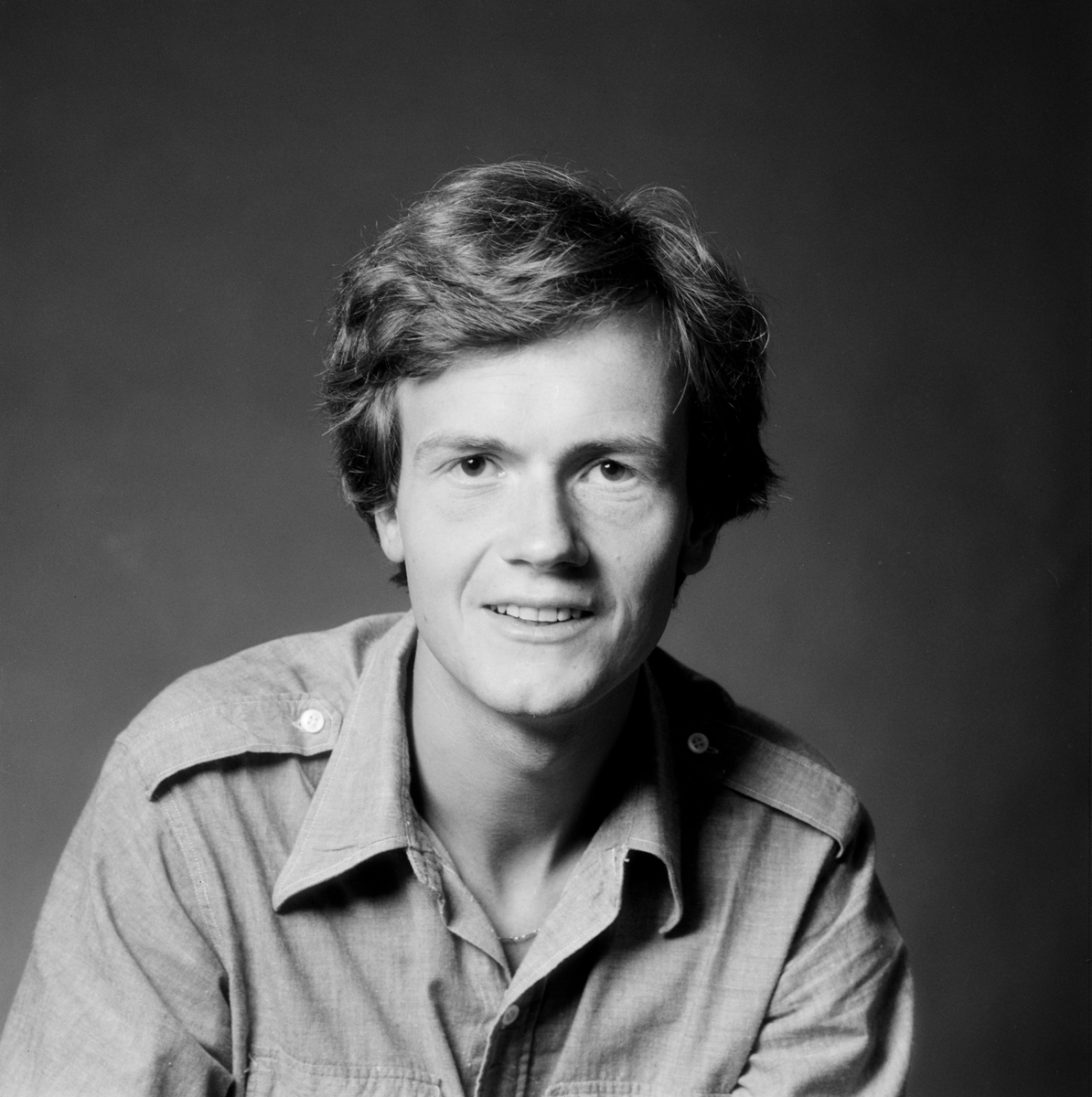
Ketil Bjørnstad (1979)

- Landet på andre siden (Roman, 1979)
- Bingo! eller: En Dyd av Nødvendighet (Roman, 1983)
- Oda! (Dokumentarischer Roman, 1983)
- Det personlige motiv (Roman, 1985)
- Vi anklager! Treholtsaken og rettssikkerheten (1986)
- G-moll-balladen (Dokumentarischer Roman, 1986), deutsch als Ballade in g-moll
- Samtaler med Lill (Porträtinterview, 1986)
- Oppstigning fra det usynlige (Roman, 1988)
- Stormen (Roman, 1989)
- Skumringsmulighetene (Roman, 1990)
- Villa Europa (Roman, 1992)
  - Villa Europa. Übersetzt von Ina Kronenberger. Suhrkamp, Frankfurt am Main (= suhrkamp taschenbücher. Band 3730)
- Historien om Edvard Munch (Dokumentarischer Roman, 1993)
- Barnevakt (Roman, 1994)
- Spill! Ole Bull og Myllarguten (Schauspiel, 1995)
- Blåmann. Musikk og tekster gjennom 20 år (1995)
- Drift (Roman, 1996)
- Drømmen om havet (Roman, 1996)
- Veien til Dhaka (Roman, 1997)
- Nåde (Roman, 1998)
- Fall (Roman, 1999), deutsch als Erlings Fall. Suhrkamp, Frankfurt am Main 2003, ISBN 3-518-39945-4.
- Ludvig Hassels tusenårsskifte (Roman, 2000), deutsch als Der Tanz des Lebens. Insel-Verlag, Frankfurt am Main 2002, ISBN 3-458-17097-9.
- Jæger (Biographie, 2001)
- Mannen som gikk på jorden (2002)
- Tesmann (2003)
- Dager og netter i Paris (2003)
- Til musikken (2004), deutsch als Vindings Spiel. Insel-Verlag, Frankfurt am Main und Leipzig 2006, ISBN 3-458-17292-0.
- Elven (2007), deutsch als Der Fluss Insel-Verlag, Frankfurt am Main und Leipzig 2009, ISBN 978-3-458-17425-7.
- Damen i dalen (2009), deutsch als Die Frau im Tal. Insel-Verlag, Berlin 2010, ISBN 978-3-458-35792-6.
- De udødelige (2011), deutsch als Die Unsterblichen. Insel-Verlag, Berlin 2014, ISBN 978-3-458-36015-5.
- Verdens ende (Roman 2012), deutsch als Emma oder Das Ende der Welt, Osburg Verlag (1. Februar 2017), ISBN 978-3955101282
- Ensomheten (Roman, 2013)
- Julefortellinger (Kinderbuch, 2013)
- Veien til Mozart (2014), deutsch als Mein Weg zu Mozart. Insel-Verlag, Berlin 2016
- Verden som var min. Sekstitallet (Roman 2015), deutsch als Die Welt, die meine war. Die sechziger Jahre, Osburg Verlag (Herbst 2018), ISBN 978-3-95510-163-3[6] übersetzt von Gabriele Haefs und Kerstin Reimers
- Verden som var min. Syttitallet (2016), deutsch als Die Welt, die meine war. Die siebziger Jahre, Osburg Verlag, Hamburg 2019, ISBN 978-3-95510-196-1
- Verden som var min. Åttitallet (2017), deutsch als Die Welt, die meine war. Die achtziger Jahre, Osburg Verlag, Hamburg 2022, ISBN 978-3-95510-273-9
- Verden som var min. Nittitallet (2018), deutsch als Die Welt, die meine war. Die neunziger Jahre, Osburg Verlag, Hamburg 2024, ISBN 978-3-95510-354-5
- Verden som var min. Tyvetallet (2019)
- Verden som var min. Siste tiåret (2020)
- Downhill – en besettelse (2021)
- Norefjell (Roman, 2024)

## Diskographie (Auswahl)
- Leve Patagonia (1978)
- Karen Mowat-Suite (1989)

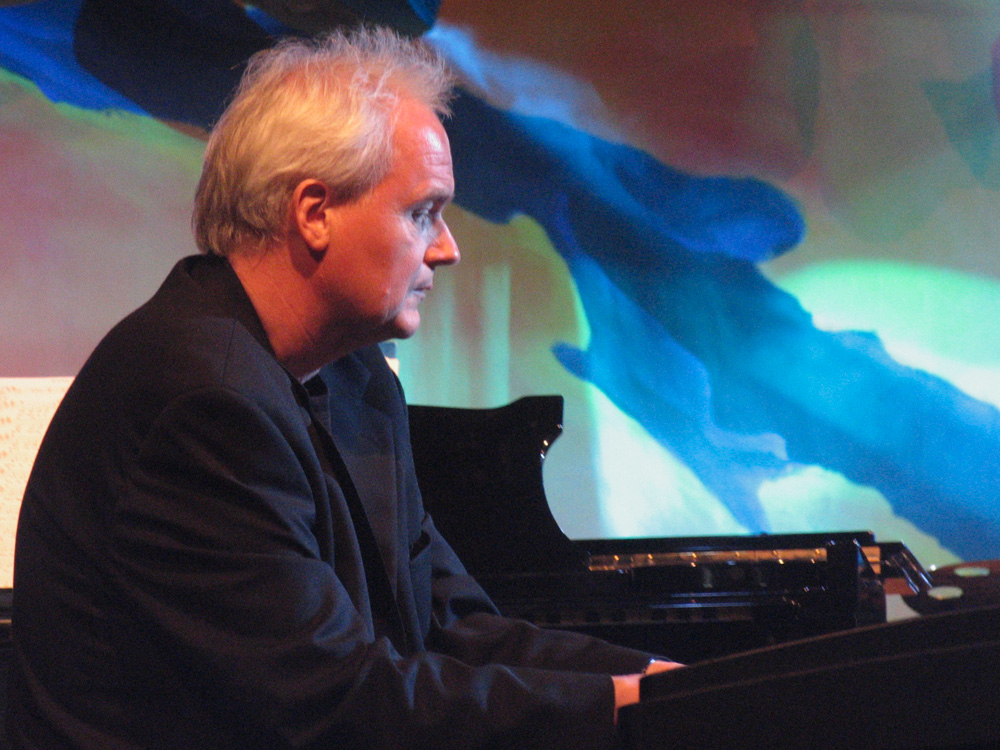
Ketil Bjørnstad (Moers Festival 2004)

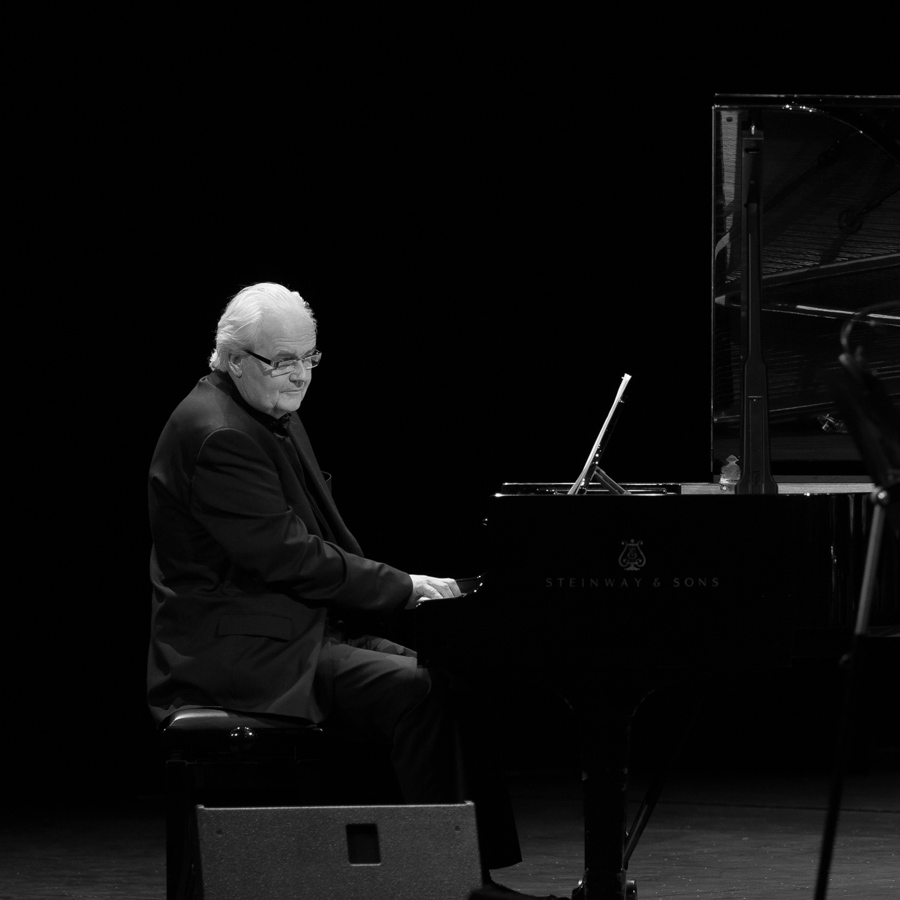
Ketil Bjørnstad beim Oslo Jazzfestival (2016)

- The Shadow (Kirkelig Kulturverksted, 1990)
- Odyssey (1990)
- For den som elsker (1994)
- Water Stories (ECM, 1993, mit Terje Rypdal, Bjørn Kjellemyr, Jon Christensen und Per Hillestad)
- The Sea (ECM 1995, mit David Darling, Terje Rypdal und Jon Christensen)
- Haugtussa (1995, mit Lynni Treekrem)
- The River (ECM 1997, mit David Darling)
- Nytt liv (1998)
- The Sea II (ECM, 1998, mit David Darling, Terje Rypdal und Jon Christensen)
- Løsrivelse (1998, mit Kari Bremnes)
- 20 Variasjoner over preludium & fuge i ciss-moll av Johann Sebastian Bach - The Rosenborg tapes vol. 2 (1999)
- Epigraphs (ECM, 2000, mit David Darling)
- Grace (Emarcy, 2001)
- Before the Light (November Music, 2002)
- The Nest (Emarcy, 2003)
- Seafarer's Song (2004, mit Kristin Asbjørnsen, Nils Petter Molvær und Eivind Aarset)
- Floating (Verve, 2006, mit Marilyn Mazur und Palle Danielsson)
- Rainbow Sessions (Emarcy, 2006)
- Devotions (2007, mit Arild Andersen, Alex Riel und Wolfgang Puschnig)
- The Light - Songs of Love and Fear (ECM, 2008, mit Randi Stene und Lars Anders Tomter)
- Life in Leipzig (ECM, 2008, mit Terje Rypdal)
- Remembrance (ECM, 2010, mit Tore Brunborg und Jon Christensen)
- Night Song (ECM, 2011, mit Svante Henrysson)
- Early Piano Music (Hubro, 2011)
- Vinding's Music - Songs from the Alder Thicket (ECM, 2012)
- La Notte (ECM, 2013)
- Sunrise - A cantata on texts by Edvard Munch (ECM, 2014)
- A Passion for John Donne (ECM, 2015)
- Sanger om Tilhørighet (Grappa, 2016)
- Shimmering / Images (2-CD-Set, Grappa, 2016)
- Frolandia – 17 sanger (2015, mit Ole Paus)
- A Suite of Poems (ECM, 2018, mit Anneli Drecker und Lars Saabye Christensen)
- The World I Used to Know (Grappa, 2019, solo)
- Nightwalker (2-CD-Set, Grappa, 2023, solo)[7]